# Zosterops samoensis
El anteojitos de Samoa (Zosterops samoensis) es una especie de ave paseriforme de la familia Zosteropidae endémica de la isla Savai'i, la isla principal de Samoa.

## Distribución y hábitat
El anteojitos de Samoa se encuentra únicamente en el interior de la isla Savai'i. Su hábitat natural son los bosques de montaña húmedos tropicales y las zonas de matorral de altura. Está amenazado por la pérdida de hábitat.